# 克利爾沃特湖
克利尔沃特湖（Lake Clearwater）是位于新西兰坎特伯雷区的一個湖泊，该湖与哈卡特雷保护公园接壤，该公园占地近 60,000 公顷。该湖泊的沉水植物指标等级为48（中度）。